# Ancona (província)
A província de Ancona é uma província italiana da região das Marcas com cerca de 447 613 habitantes, densidade de 231 hab/km². Está dividida em 49 comunas, sendo a capital Ancona.
Faz fronteira a noroeste com a Província de Pesaro e Urbino, a nordeste e este com o Mar Adriático, a sul com a província de Macerata e a oeste com a região da Umbria (província de Perugia).